# Таренецкий, Александр Иванович
Александр Иванович Таренецкий (1845—1905) — русский учёный-медик; доктор медицины (1874), заслуженный профессор (1897) и начальник Императорской военно-медицинской академии (1901—1905). Тайный советник (1901).
Основоположник антропологического направления в анатомии и основатель Медико-антропологического общества.

## Биография
Родился 1 (13) февраля 1845 года в Веймаре (Саксония) в семье Ивана Тимофеевича Таренецкого — придворного певчего, служившего при православной посольской церкви.
После окончания курса Веймарской классической гимназии, начал учиться в Йенском университете, но спустя год, в 1864 году переехал в Санкт-Петербург, где в 1869 году окончил с золотой медалью Медико-хирургическую академию (ИМХА); за отличие в науках, как первый среди выпускников курса, был удостоен премии И. Ф. Буша и оставлен при академии ординатором.
В 1874 году после защиты докторской диссертации был избран (утверждён в должности в 1875) прозектором кафедры практической анатомии ИМХА. С 1884 года читал курсы описательной анатомии, а с 1886 года курсы хирургической анатомии для военно-полевых хирургов. В 1887 году назначен ординарным профессором Академии, которая с 1881 года носила название: Военно-медицинская академия (ВМА). До 1901 года был руководителем кафедры нормальной анатомии. Реорганизовал преподавание нормальной анатомии, перенеся практические занятия по препарированию на 1-й и 2-й курсы. Организовал Анатомический музей ВМА. Кроме работы в медицинской академии, он, одновременно, в течение 10 лет с 1891 года преподавал пластическую анатомию в Академии художеств.
В 1893 году, 30 августа, был произведён в действительные статские советники. В 1897 году получил звание заслуженного ординарного профессора ВМА. 
Таренецкий внёс существенный вклад в развитие краниологии коренного населения Сахалина, усовершенствовал методику антропологического исследования. Под его руководством было подготовлено более 20 диссертаций, опубликованы 42 научные работы по анатомии, антропологии, тератологии и сравнительной анатомии.
В 1901 году, после скоропостижной смерти В. В. Пашутина, был назначен начальником Императорской военно-медицинской академии и произведён в тайные советники.
Период его деятельности в должности начальника Академии совпал по времени с подъёмом революционного движения в России. Выступления студентов академии нарушали нормальный ход учебного процесса; в стенах академии распространялись гектографические листовки за подписями «Группа сознательных» (1901), «Организация объединенных групп студентов медиков» (1902) , «Коалиционный совет студентов-медиков социал-демократов и социал-революционеров» (1904). Во время лагерного сбора под Ярославлем (1903) произошло волнение студентов, завершившееся наказанием ряда участников, которой Таренецкий старался смягчить. Он считал своим долгом выступать перед студентами, когда этого требовали интересы дела. От руководителей военного министерства и военно-медицинского управления он терпеливо выслушивал замечания, защищая студентов. Русско-японская война сопровождалась командированием студентов Академии на фронт по личному желанию, в основном в составе санитарных отрядов Красного Креста. Таренецкого отличали простота в общении и доступность для студентов. Он добился увеличения размера казённых стипендий, уменьшения сроков обязательной службы для
казённокоштных студентов. При Таренецком было завершено сооружение здания студенческого общежития, стал издаваться журнал «Известия Императорской военно-медицинской академии» вместо публикаций ежегодных отчётов о деятельности ВМА. По характеристике В. М Бехтерева, Таренецкий «был прямодушен, откровенен, несколько резок в обращении, но пользовался общим уважением».
В Цусимском сражении погиб его сын, что подорвало здоровье Таренецкого; 1 октября 1905 года он был вынужден взять отпуск по болезни, а 3 (16) ноября 1905 году скончался, в Санкт-Петербурге.

## Награды
- орден Св. Анны 2-й ст. (1890)
- орден Св. Владимира 3-й ст. (1896)
- орден Св. Станислава 1-й ст. (1898)